# Gaston (Oregon)
Gaston – miasto w Stanach Zjednoczonych, w stanie Oregon, w hrabstwie Washington.